# Seattle Erotic Art Festival

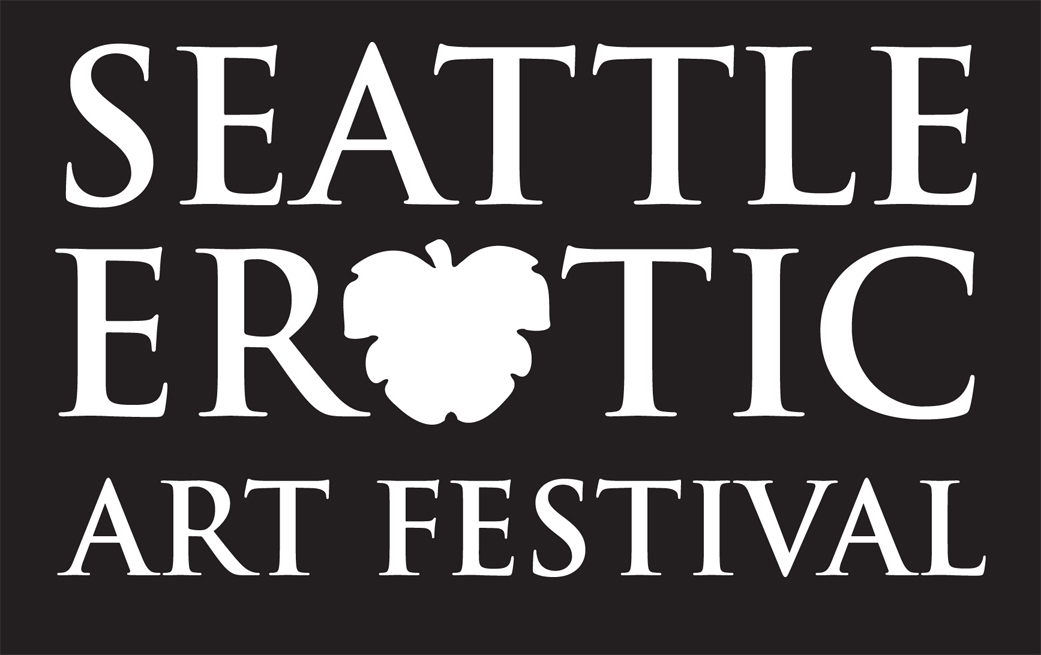
Logo del Seattle Erotic Art Festival

La Seattle Erotic Art Festival è l'evento annuale che rappresenta opere d'arte di natura erotica con vari "media". L'evento del week-end lungo comprende dipinti, fotografie e sculture da tutto il mondo.
Il festival si caratterizza anche per un Costume Gala e imitazioni. La grande varietà di soggetti artistici comprende nudi di tutti i generi, immagini surrealiste, omoerotismo, e temi BDSM.

## Edizione del 2007
Il fèstival del 2007 si è tenuto dal 16 al 18 marzo, al Fenix Performance Arts Theater di Seattle (stato di Washington).
L'evento ha mostrato una collezione internazionale esaustiva di belle arti moderne che celebra la varietà della sessualità dell'uomo e l'incredibile creatività colla quale gli artisti si approcciano all'argomento erotismo. Tutti i media sono rappresentati: quadri, foto, sculture, composizioni, stampe, installazioni, performance artistiche e filmati.

## Storia
Venne fondato nel 2002 dal "Seattle Sex Positive Community Center" (centro comunitario per il sesso positivo di Seattle) per promuovere la libertà sessuale e la creatività tramite l'espressione erotica dell'arte.
In appena cinque anni, il festival è diventato un leader nella tendenza internazionale di rendere popolare l'arte erotica e di renderla accessibile al grande pubblico e appetibile ai collezionisti d'arte.